# Taylor Pyatt
Tylor Pyatt (Thunder Bay, 19 agosto 1981) è un ex hockeista su ghiaccio canadese.
È figlio di Nelson e fratello di Tom Pyatt, anch'essi giocatori di hockey su ghiaccio.

## Carriera
Ha disputato 928 incontri in NHL con le maglie di New York Islanders (che lo avevano scelto al primo giro nell'NHL Entry Draft 1999), Buffalo Sabres, Vancouver Canucks, Arizona Coyotes, New York Rangers e Pittsburgh Penguins.
Ha giocato anche per due stagioni in campionati europei: in occasione del lockout nella stagione 2004-2005 ha giocato in Svezia con l'Hammarby Hockey, mentre ha giocato la sua ultima stagione nelle file del Genève-Servette Hockey Club, dove ha giocato assieme al fratello Tom, e con cui ha vinto la Coppa Spengler 2014, mettendo a segno il secondo dei tre gol nella finale contro il Salavat Julaev Ufa.
Ha annunciato il ritiro al termine della stagione 2014-2015.

## Palmarès

### Club
- Coppa Spengler: 1

Ginevra-Servette: 2014

### Individuale
- OHL First All-Star Team: 1

1999-2000